# Rudno (zniesiona osada leśna)
Rudno – do końca 2017 roku osada leśna w Polsce, w województwie wielkopolskim, w powiecie wolsztyńskim, w gminie Wolsztyn. Miejscowość zniesiona 1 stycznia 2018.